# John Parsonage
John Preston Parsonage (Merritt, 27 aprile 1974) è un wrestler canadese.
Nel mondo del wrestling è conosciuto con il ring name Johnny Devine ed in passato ha combattuto presso Total Nonstop Action Wrestling. Attualmente combatte nel circuito indipendente canadese.

## Carriera
Parsonage partecipò sin dall'adolescenza a show di wrestling; terminato il liceo, si trasferì in Minnesota per il college e, una volta laureato, si arruolò nella fanteria canadese; durante il suo soggiorno a Calgary nel 1997 incontrò Bret Hart e decise di tentare una carriera nel mondo del wrestling. Iniziò gli allenamenti nell'agosto dello stesso anno sotto la guida di Bruce Hart presso l'Hart Dungeon e debuttò il 27 ottobre 1997 contro "Gorgeous" Vinny Vegas. Lottò quindi per diverse federazioni del circuito indipendente del Canada occidentale e nell'aprile 1999 divenne presenza fissa negli show della rinata Stampede Wrestling.
Parsonage lottò inoltre in diversi dark match sia per l'Extreme Championship Wrestling che per la World Wrestling Federation. Quando fu costretto a stare lontano dal ring a causa di un problema ad un nervo della spalla destra si limitò a gestire una propria federazione, la Young Lions Wrestling.

### Total Nonstop Action Wrestling (2004 - 2008)
Nel febbraio del 2004 Parsonage debuttò nella Total Nonstop Action Wrestling come membro del Team Canada, prendendo parte alla TNA X Cup. Assieme a Petey Williams, Bobby Roode e Eric Young partecipò alla TNA World X Cup il 26 maggio 2004; il Team Canada si classificò terzo.
Nel giugno 2004 il Team Canada iniziò una lunga faida con i 3Live Kru.
Il 26 settembre 2004, Parsonage ed il suo collega della TNA Andy Douglas diedero vita ad un violento litigio in un bar di Nashville. Parsonage fu accoltellato allo stomaco ed i medici furono costretti a rimuovere la cistifellea. Fu costretto ad uno stop forzato di sei mesi e tornò in azione il 5 dicembre.
Parsonage dovette rinunciare nuovamente al ring nel marzo del 2005, quando si ruppe il legamento mediale collaterale ed il legamento crociato anteriore durante un tag team nella Memphis Wrestling (MW) a Memphis. Si operò il 15 marzo e dovette stare a riposo per molti mesi. Durante la convalescenza Parsonage operò come allenatore presso la Can Am Wrestling School di Scott D'Amore a Windsor e come annunciatore per alcune federazioni. Il suo posto nel Team Canada fu preso da A-1.
Tornò a lottare nel giugno 2005 nel circuito indipendente canadese. Il 18 agosto 2005 lottò assieme a Ruffy Silverstein un tag team match nella WWE a SmackDown, perdendo contro Road Warrior Animal e Heidenreich in un match squash.
Il 27 gennaio 2006 dovette sottoporsi ad una nuova operazione legata alla coltellata subita tredici mesi prima e mal curata dai dottori di Nashville.
Tornò nella TNA il 4 maggio 2006 durante una puntata di iMPACT!, perdendo un match con Eric Young contro Shocker e Magno valido per il primo round del World X Cup 2006.
Il 19 giugno 2006 a iMPACT! Jim Cornette ufficializzò lo scioglimento del Team Canada; Devine si unì alla stable "Paparazzi Productions", salvo essere licenziato da Kevin Nash.
Devine apparì insieme a Matt Bentley e Kazarian alla première della TNA in prima serata con un look completamente diverso dal solito. I tre furono presentati come "Serotonin", una nuova versione della Raven's Flock; Devine cambiò nome in Havok. La stable non durò molto, ma Parsonage continuò ad interpretare la gimmick di Havok e partecipò al feud tra l'intera X Division ed il Team 3D, prendendo ovviamente le parti dei primi. Havok in seguito effettuò un turn heel alleandosi al Team 3D e abbandonando la gimmick di Havok e tornando ad essere Johnny Devine.
Il 24 gennaio 2008, durante le registrazioni della puntata settimanale di Impact!, Devine sconfisse Jay Lethal e conquistò TNA X Division Championship grazie all'aiuto di Brother Ray; perse la cintura nel corso del pay-per-view Against All Odds 2008 contro Jay Lethal.
Devine scioglie il contratto con TNA il 13 ottobre 2008 dichiarando che la stessa TNA, per lui, non era più una cosa divertente.

### Circuito indipendente (2008–attuale)
Dopo aver completato gli studi presso una scuola di arti mediatiche radio televisive presso la Specs Howard School of Media Arts di Southfield, Minnesota, Devine si trasferisce a Toronto, dove viene assunto come commentatore presso la televisione canadese The Fight Network e in seguito ha continuato a lottare i vari circuiti indipendenti canadesi.

## Personaggio

### Mosse finali
- Five Star Moonsault (Moonsault into frog splash)
- Devine Intervention (Double underhook piledriver)
- Devine Driller (Spinning fireman's carry concluso con un facebreaker)
- Devine Driver (Pumphandle sitout scoop slam piledriver)

## Titoli e riconoscimenti
Great Canadian Wrestling
- GCW Canadian Championship (2)

Memphis Wrestling
- Memphis Southern Tag Team Championship (1 - con Eric Young)

Stampede Wrestling
- Stampede British Commonwealth Mid-Heavyweight Championship (1)
- Stampede International Tag Team Championship (1 - con Greg Pawluk)

Top Rope Championship Wrestling
- TRCW Junior Heavyweight Championship (1)
- TRCW Tag Team Championship (1 - con Rick Vain)

Total Nonstop Action Wrestling
- TNA X Division Championship (1)

Western Canadian Extreme Wrestling
- WCEW Cruiserweight Championship (1)